# 紙牌屋 (第五季)
美國網絡系列電視劇《紙牌屋》（英語：House of Cards）的第五季於2016年1月28日被Netflix宣布續訂，並且於2017年5月30日播出，单集片长55分钟。
該季导演為丹尼尔·米纳汉、埃里克·萨哈罗夫、麦克·莫里斯、罗斯安·道森、阿格涅丝卡·霍兰、罗宾·怀特。编剧為 迈克尔·多布斯、安德鲁·戴维斯、梅丽莎·詹姆斯·吉布森、鲍尔·威利蒙。

## 第1集：向哈里发国宣战
针对人质被害事件，克莱尔通过媒体呼吁民众关注国家安全。其意图无非是转移公众视线，将民众注意力从弗兰克任职副总统期间的违法行为，转移至打击恐怖主义。与此同时，弗兰克也没有闲着。他强行闯入众议院，让正在申请组建总统调查委员会的共和党人非常不满。更让他们恼火的是，多数党领袖鲍勃明目张胆的支持弗兰克的无礼行为，丝毫不理会共和党的反对。弗兰克借此机会成功的将议案从调查总统渎职，转变为向哈里发国宣战。在共和党人的抗议声和民主党人的鼓掌声中，弗兰克被带离众议院。一场闹剧总算结束，弗兰克也算是勉强躲过了一劫。
此外弗兰克和克莱尔还前往教堂，参加受害人质的追悼会。可受害者家人对弗兰克的印象极差，如果不是弗兰拒绝谈判，被绑架的父亲也不会遇害。受害者的女儿更是情绪激动，当众指责是弗兰克害死了自己的父亲，还希望弗兰克下地狱，克莱尔成为总统。说者无意，听者有心，弗兰克心中不免种下了猜忌的种子。
当晚，克莱尔与一贯反对弗兰克的独立媒体人汤姆进行了一场没有硝烟的战争。在电视主持人的安排下，两人在几万观众面前展开辩论。汤姆力争证明海瑟·邓巴退出竞选与弗兰克有关，克莱尔则一再尝试将话题转到对恐怖份子约书亚的抓捕上。实在无法逃避时，克莱尔才坚决否认这种查无实据的说法，还替丈夫宣布将全面终止竞选活动，集中精力对抗哈里发国。
弗兰克的这个决定，让竞选对手威廉有些不知所措。他无法在这个时间继续打击弗兰克为自己造势，否则很可能适得其反。所以他和竞选团队商量着，如何把舆论拉回到弗兰克的罪行上。可不想后院起火，实施斩首的恐怖份子之一，约书亚·马斯特森的母亲家遭到人为破坏。而威廉的妻子汉娜却在这个时候，不合时宜的发布视频维护这位恐怖份子的母亲。
竞选经理莉安敏锐的捕捉到了汉娜的视频。视频里，汉娜将两名恐怖份子说成是处于困惑期的年青人，克莱尔从中看到了机会。通过司法部，克莱尔见到了约书亚的母亲。这个可怜的女人就像把头埋在沙子里的驼鸟一样，执意不愿相信自己的儿子会做出那些可怕的事情。在克莱尔的要求下，她勉强站在记者的长枪短炮前，请求儿子自首。
在马斯特森夫人的事情上，克莱尔可谓胜过汉娜一筹。可喜的是托马斯也回到了白宫，有笔杆子在身边，多少能让她安心些。这会莉安也说服艾丹想办法进入国安局，毕竟只有帮助弗兰克上台，才不会有人追究艾丹开发的控制舆论程序。艾丹冒着风险再次回到国安局的控制中心，在自己的程序中加入后门。以后通过这个后门程序，随时可以进入知名社交网站，掌握网民所思所想，再发布弗兰克所希望他们知道的任何消息。
北卡罗来纳州发生一起爆炸事件，克莱尔赶往当地。名义上是为了安抚民众情绪，实则是将一起意外事件扯到了恐怖袭击上，加大民众的恐慌。哪知克莱尔被反战人士泼了一身油漆，看来弗兰克向哈里发国宣战，并非得到全国人民的支持。弗兰克便决定打出最后一张牌，约书亚。其实约书亚一直都在弗兰克的手中，联邦调查局的抓捕行动只是做戏而已。但弗兰克很失望，约书亚确实是暂时被极端思想蛊惑，根本没有弗兰克所想象的，在美国境内组织大规模恐怖袭击网络。既然如此，约书亚也没有了拷问的价值。在主管反恐的联邦调查局副局长格林的策划下，联邦调查局开展了一次“抓捕”行动，“潜逃”的恐怖份子约书亚被抓获，但因拒捕被击毙。
在第二天的白宫新闻发布会上，弗兰克宣布了这一最新情况，并感谢格林局长及国务卿凯茜的支持。同时他还宣称，有情报表明约书亚与哈里发国有联系，并在国内发展出庞大的恐怖组织网络。凭借着这个耸人听闻的消息，弗兰克敦促国会尽快通过向哈里发国开战的议案表决。
看似弗兰克已稳操胜券，可威廉也不是等闲之辈。弗兰克大闹众议院，让组建调查总统委员会的议案流产。现在威廉就利用弗兰克组建的宣战委员会，以调查战争必要性为借口，继续对弗兰克及其手下的亲信进行秘密调查。白宫幕僚长道格得到这个消息后大吃一惊，连忙前往总统办公室汇报情况。这会弗兰克和克莱尔正隔着白宫铁栅栏与自己的支持者握手，人们开始相信弗兰克能保护他们，这正是弗兰克想达到的目的。他欣喜的表情，与身后不远处道格焦急的神情，形成了鲜明的对比。

## 第2集：制造恐慌
雷米、杰姬和前总统沃克都拒绝参加委员会听证，这对道格来说是件好事。但前副总统、现宾夕法尼亚州州长吉姆·马修斯却同意出席，不得不让道格做点事先准备。目前除了一些八卦消息，还没有其他可以牵制委员会的猛料。擅长挖黑料的赛斯临危受命，可道格没想到向来两面三刀的赛斯在此时想的却是为自己找后路。通过委员会助理布里奇特，赛斯想得到豁免权和匿名权，以便在委员会私下作证，揭露幕僚长道格的种种劣迹。只可惜，委员会并没有接受他的请求。
此时克莱尔前往纽约，参加公益活动为丈夫拉票。弗兰克则留在白宫召开午餐会，游说包括威廉在内的各州州长。他承诺行使总统的行政权及三军统帅的权力向各州增派国民警卫队，以确保一周后选举投票日的安全。弗兰克以这种高压态势，给州长们一个威权印象。只要得到更多州长的支持，威廉的日子就不会好过。
威廉也不是吃素的，在席间，趁弗兰克稍微离开的时间，就不失时机的发表短暂演说，试图提高自己的形象。可他很快就被进门的弗兰克打断，只能悻悻离开。还好布洛哈特将军在总统提出修建边境隔离墙一事接受媒体采访时，大赞威廉曾经的军功，并暗示威廉入主白宫后会有更合理的措施，防止恐怖份子偷渡边境。这条新闻一经媒体播出，总算给威廉的形象加了几分。
弗兰克对威廉这种小打小闹不感兴趣，他还有更重要的事。道格在午餐会后，将五名摇摆州的州长助理请到了会议室。这五个州虽是民主党任州长，但一些郡却是共和党的票仓。道格要求在选举日以国家安全的名义，在这些地方加派警卫队驻守投票站。其用意就是制造有恐怖袭击的恐慌情绪，部分选民可能因此放弃投票，降低共和党的得票，这一点可瞒不过吉姆·马修斯。对弗兰克耍尽手段抢走他的副总统位子，又逼走总统沃克，吉姆可以不追究，但他也要求得到回报，将费城郊区的一座熔渣堆列为超级基金目标地。此事涉及到棘手的环保问题，但吉姆还是得到了弗兰克的口头承诺。于是吉姆言而有信，在听证会上未透露任何不利于弗兰克的内容。
这时《先驱报》刊登了记者史蒂夫采访托马斯的新闻，上面将托马斯称为白宫的传声筒。史蒂夫与托马斯年青时就相知相识，托马斯也不好拒绝他的采访要求。托马斯极力回避敏感内容，还一再淡化自己在白宫中的作用。所以整篇报道并没有什么实质内容，可托马斯与汤姆所在的《先驱报》有联系，这免不了让竞选经理莉安有所担心。
弗兰克倒是不担心托马斯，反倒是艾丹带来了坏消息。国安局派小组进入艾丹的公司进行审查，为了阻止审查，艾丹打算攻击某网络中心，随后再发份匿名修复代码，伪装成恶作剧。弗兰克同意了前面一半方案，但发送修复代码的时机，则由他通过莉安通知艾丹。
正如艾丹所希望的，攻击网络中心让国安局审查小组无法连上服务器，给他充足的时间删除任何足以引起怀疑的文件资料。同时网络故障也引起了华盛顿特区的大混乱，通讯不畅，交通堵塞，这样的情况很自然被媒体联想到与哈里发国有关。一些拒绝增派国民警卫队的州开始重新考虑弗兰克的建议，弗兰克也借机向国会施压，要求尽快通过向哈里发国宣战的议案。
就在这片混乱的事态下，威廉仍要带着妻子孩子外出，在媒体面前表现其大无畏的精神。可他的戏还没做足，一支国民警卫队就奉命赶来封锁其住宅出入口，以安全为名禁止任何人出入。这无异于软禁，威廉即愤怒，却又无可奈何。

## 第3集：局势不利
选举日的最后几天，克莱尔以竞选伙伴的身份在各地参加活动，为丈夫弗兰克造势。弗兰克也在白宫里与支持者见面，尽量拉票。被“保护”在家中的威廉不甘心坐以待毙，一则由威廉战友拍摄的，讲述威廉英勇营救同僚克雷格·斯夸尔的短片广告，在媒体屏幕上铺天盖地的播放着。威廉还在选举日前一天，进行24小时不间断直播，回答民众提出的问题，以表现其亲民及精力充沛的一面。
直播能让威廉借着回答问题的机会，不遗余力的指责弗兰克无能，将人质遇害及网络受到攻击的责任扣在弗兰克头上。但这也是把双刃剑，弗兰克的支持者会提出尖锐的问题，让威廉不知如何回答，只能含糊的应付过去。莉安从威廉的广告中发现了可疑之处，广告里多名威廉的战友现身说法，唯独没有当事人克雷格。所以在莉安的策划下，克雷格与威廉在直播中进行视频对话。克雷格的出现让威廉有些不知所措，脸上露出紧张的表情。只不过克雷格似乎有难言之隐，不愿去揭这层伤疤，导致对话并未达到莉安设想的目的就匆匆结束。倒是一些老兵看了直播后打来电话，对威廉营救行动中的细节提出质疑。这些质疑让威廉渐渐的无法自圆其说，看到丈夫脸上的尴尬，汉娜不得不坐在丈夫身边替他打起掩护，转移了话题。
按惯例，弗兰克和克莱尔抵达意义重大的葛底堡。弗兰克要发表演讲，但因连日劳累，喉咙有些不舒服。克莱尔担心这会影响演讲效果，想让弗兰克开个头，由她继续之后的演讲。但被弗兰克断然拒绝，对克莱尔的不信任已经慢慢突显。就在结束演讲的返程途中，特工送来一份资料。弗兰克在演讲过程中注意到台下一名听众，特工奉命查到该人的资料。克莱尔拿到后随手翻了翻，并隐匿了下来，没有交给弗兰克。
其实党内对弗兰克的竞选形势并不看好。宾夕法尼亚州长吉姆·马修斯更是阳奉阴违，不愿接受派驻的国民警卫队。在道格的压力下，他才不得不遵守当初的协定。但因为道格处理得过于急躁，被弗兰克数落了一通，这让道格心里不免郁闷。
弗兰克同样心情不佳。已是深夜，却没人有找到可以利用的情报。国务卿凯茜发现了一名疑似哈里发国的联络人，可为时太晚，如果在选举日抓人，然后证明情报有误，只会影响选举结果。而道格和莉安找到的有关克雷格营救事件资料内容有限，无法找到其中的秘密。
自知形势不容乐观的弗兰克彻夜难眠。看着威廉仍在直播间里侃侃而谈，虚伪的讲述着自己与妻子的相遇，弗兰克忍不住拨打电话过去。他并不是去提问题，而是给威廉一个提问的机会。这是威廉、汉娜及其竞选团队始料未及的，大家都盯着威廉，不知道他会提出什么问题。威廉冷静的想了想，当初他与约书亚谈判时，成功的解救出被绑架的母女二人。但弗兰克中途插手，最终导致父亲死亡。威廉就想知道弗兰克插手谈判的原因。或许威廉认为这个问题能证明弗兰克在人质事件上处理不力，可弗兰克直言不讳的指出，恐怖份子要求与威廉谈判，本身就说明威廉有问题，很可能是威廉在中东服役期间发生过什么事。当然这种事不可能被证实，弗兰克的话却能让一些拿不定主意的选民对威廉产生怀疑。
清晨六点，威廉的直播结束了。美国迎来新的一天，也将迎来最大的疑问，谁将是下一届总统。投票工作开始，弗兰克紧张的关注着各地的投票情况。可就算观看了幸运电影，也没能给他带来好运气，连弗兰克老家南卡来罗纳州的投票率都远低于预期。民主党票仓州过低的投票率说明支持民主党的选民对弗兰克并无好感，他们不来投票无异于将胜利拱手让给共和党候选人威廉。道格也有些绝望了，他来到椭圆形办公室，偷偷在抽屉底下刻上自己名字的字母缩写，也算是留下个纪念。

## 第4集：置于死地
白宫的工作人员也感觉到了紧张的气氛，此时的威廉却是一身轻松，对他来说形势喜人。他甚至开始准备获胜演说，汉娜也在憧憬着晚上在白宫的豪华卧室内入睡。白宫宴会厅里挤满了各界名流和媒体记者，等待着计票结果出炉后，是给总统祝贺连任的握手，还是表达敬意的最后一握。《先驱报》的汤姆也在其中，在这个特殊的日子里，他不想错过弗兰克那失败后的神情。弗兰克此刻却重新拿起了国务卿凯茜的报告，曾被他认为时机已过的行动，再次在他脑海里酝酿。他决定孤注一掷，由反恐处格林局长根据报告中的线索前往田纳西州抓捕哈里发国联络人穆罕默德·卡拉比。公寓里，并未发现嫌疑人的踪影，却在其屋内找到制作炸药的原料。坐在战情室的凯茜看着弗兰克貌似紧张的表情，就已明白了弗兰克的心思。正如弗兰克所计划的，共和党票仓的田纳西州一处投票站爆发混乱，怀疑是卡拉比所为。国民警卫队已抵达现场维持秩序，克莱尔也通过白宫新闻网站向全国选民发表演说，承诺保证各投票站安全，鼓励选民积极投票。在恐怖袭击的阴影下，恐怕没有多少人会响应克莱尔的号召，这也正合弗兰克心意。田纳西州的混乱只是造成十几人擦伤或淤青，并没有爆炸的迹象。可出于安全考虑，州长米切不敢掉以轻心，再加上格林局长在一旁危言耸听，把米切吓得不轻。思来想去，还是决定宣布进入紧急状态，实施宵禁，全州暂停投票。这个决定让威廉大为光火。身处白宫宴会厅的汤姆也在通过各种渠道打听田纳西州的情况，他看到民主党全国委员会主席帕特里夏·惠特克也在宴会厅，似乎弗兰克稳操胜券。职业的敏感告诉他，田纳西州一定有蹊跷。汤姆想通过小记者肖恩向白宫发言人赛斯打听消息，没想到赛斯守口如瓶，肖恩一无所获。时间已接近下午六点，部分州的投票局势已定。根据最新的选票统计，排除田纳西州后，弗兰克的票数略微领先，但威廉的票数并未落后多少，胜负只在一州的得失。弗兰克和克莱尔决定使出杀手锏，对还未结束投票的俄亥俄州动手。道格在强迫艾丹通过后门程序伪造一些信息后，通知俄亥俄州州长撤销部分共和党地盘的投票站，理由就是有遭受恐怖袭击的可能。鉴于田纳西州的形势，在被共和党指责和发生伤亡事件的两难抉择下，州长只能以国民安全为重，将部分投票站撤销，与其他地点的投票站合并。做了这么多，败选似乎仍无法挽回。曾是民主党票仓的南部各州失守，就已经奠定了弗兰克的败局。弗兰克首先打电话向威廉表示祝贺，可这都是烟雾弹，只要俄亥俄和田纳西还没有完成投票，威廉就没有足够的票数打败弗兰克。因选举日的混乱，几乎每个州都提起了诉讼，一些城市甚至因过低的投票率拒绝承认选举结果。这正是弗兰克所希望看到的，在混乱中求得生存，是他的不二法门。

## 第5集：国会选举
选举日已过去了九周，因俄亥俄和田纳西两州拒绝承认选举结果，使得威廉和弗兰克都没能取得270张选举人票，弗兰克得以继续滞留在白宫。这引起了反对者的愤怒，聚集在白宫围墙外，高兴标语进行示威。现在国会里一片混乱，最高法院没有大法官，行政部门群龙无首，政府几乎到了停摆的边缘。依照第十二修正案，出现这种情况，将由众议院和参议院分别投票选出总统和副总统人选。本应获得选举胜利，却又不得不接受国会投票选举的威廉此刻是一肚子怒火。煮熟的鸭子飞了，着实让他很难控制自己的脾气。四天后，国会将确定总统人选，各大媒体在这个问题上进行着大讨论。根据莉安的统计，弗兰克的支持率不足两成，克莱尔的支持率略高，但也只有三成。所以她整理出一份需要游说的议员名单，其中最大挑战应当是印第安纳州的新晋参议员苏珊·纽曼以及夏威夷参议员凯芮·奎立马。因民主党在参议院占多数席位，克莱尔的形势并不是很紧迫。莉安有理由担心，克莱尔可能会成为威廉的副总统，这是弗兰克绝对不想看到的。弗兰克充分利用不多的时间，游说关键州的议员，筹码当然是他许诺当选后的种种便利。克莱尔也在分秒必争的联系各大参议员，为他们所提的法案铺路搭桥。两人几乎是一张一张选票点算过来，不放过一丝一毫的机会。克莱尔将苏珊和凯芮请到白宫，面对面交谈更有亲和力。但她没想到，从苏珊和凯芮的口中听到了她们的另一层顾虑。如果众议院投票威廉当选下一任总统，而参议院选举克莱尔成为副总统，那正副总统就分属两个党派，会造成很多不必要的麻烦。因弗兰克的前科劣迹，很多人都不认为他会在众议院中获胜。那势必连累到克莱尔，一些人很可能因此将选票投给威廉的竞选伙伴布洛哈特将军。克莱尔此时开始考虑是否要与弗兰克分开竞选，以免自己的仕途受到弗兰克的影响。距离国会选举只剩下两天时间。众议院的形势还不明朗，确定支持弗兰克的有21个州，威廉则有23个州，余下的6个州意向未明。由于个别民主党州长选择支持威廉，弗兰克决定放手一搏。在争取到了3个摇摆州的支持后，弗兰克在最后一天花费几个小时，软磨硬泡、威逼利诱，终于得到了关键州缅因州的支持。可道格负责的新罕布什尔和威斯康星都没有进展，引得弗兰克勃然大怒，甚至怀疑道格的忠诚度。将自己一生事业都奉献给弗兰克的道格听到此话，不由得心生不满。麻烦接踵而来，艾丹不堪忍受这种政治游戏，带着收集到的机密逃之夭夭。他还警告莉安，如果有特工去找他，就会曝光弗兰克和克莱尔的秘密。而就在国会投票日，克莱尔惊闻参议院多数党领袖副总统唐纳德居然拖延投票时间，等待众议院的结果。对于唐纳德所谓的“国家高于政党”的说辞，克莱尔是即愤怒，却又无力反驳。唐纳德如此做法，相当于让参议员投票给布洛哈特。可戏剧性的事情发生了，因缅因州转而支持弗兰克，导致两名总统候选人得到的票数一致，都是25票。在这种情况下，将视参议院的投票结果，新任副总统会代理总统职务，直到众议院最终选出下一任总统人选。克莱尔此刻看到了超越弗兰克的良机。

## 第6集 ： 代总统克莱尔
参议院的结果不出所料，因众议院没能选出下一任总统，克莱尔顺利担任副总统一职，并代理总统职务。在首席法官的见证下，克莱尔手按圣经庄严宣誓。虽然弗兰克不太愿意，但还是拿出随身的核弹密码，军方将新密码交到了克莱尔的手上。对于克莱尔的代理总统职务，仍是州长身份的威廉实在是无言以对。当然，他希望自己在获胜后，克莱尔能自动辞职。可宪法第十二修正案，让他无权做出选择。下周一国会将要再次进行投票，弗兰克只有一个周末的时间稳定局面。就在弗兰克和莉安、道格商量对策时，克莱尔却在一旁与白宫工作人员窃窃私语，让他有些不快。原来美国在南极洲的实验室被不明武装份子占领，克莱尔上任第一天就遇到了这种棘手的事。弗兰克马上就想到是俄罗斯总统佩特罗夫趁美国政府混乱之际，妄图从美国手中抢夺南极洲的地盘和地下的石油资源。克莱尔同样也想到了这一点，她直接与佩特罗夫通电话，指责其违反当年美苏签订的《南极条约》。电话里，佩特罗夫即不承认也不否认，他更关心的是自己的政治前途。得到更多石油资源，能给他的连任争取到不少选票。在这个问题上，克莱尔派出国务卿凯茜赴俄谈判，同时制定对俄制裁方案，目标针对俄的寡头阶层，让那些亿万富翁向佩特罗夫施压。凯茜在处理此事的过程中非常积极，想为自己留任下一届政府创造些政治资本。但天不遂人愿，克莱尔的强硬态度并没能坚持多久。艾丹在海外逃亡途中被恐怖份子绑架，道格处理不力，被俄政府抢先赎走了艾丹。就在裁制生效前的几小时，佩特罗夫打来电话。如果克莱尔不想让机密外泄，就必须承认俄实际控制南极洲。南极洲争端还在处理，国会第二次投票一事也不能放松。弗兰克曾在众议院做过多年党鞭，自认能掌控众议院，取得最终胜利。莉安却不这么认为，众议院有太多新面孔，弗兰克的势力大不如前。与其把希望放在国会重投上，不如让田纳西和俄亥俄两州重新投票，那可能还有一线希望。克莱尔赞同莉安的意见，但在说服弗兰克的时候，她能看出弗兰克表面上同意，实际上仍未放弃原有想法。威廉也在加倍努力，尤其是在拉拢乌麦克领导的黑人党团上。但似乎国会的黑人党团对他并不感兴趣，一腔热情被一盆冷水浇得彻彻底底，以至于在与黑人党团见面会上失态。威廉变得难以控制自己的情绪，在失去黑人党团支持后，他不仅对竞选经理马克破口大骂，还将怒火发泄到无关人身上。同样感到忧虑的还有弗兰克。克莱尔在国会召开会议，提出未达到有效票数的田纳西和俄亥俄重新投票。这种违反宪法程序的做法当场受到大部分议员的反对，可谈到现有投票办法可能导致僵局持续数月及至数年，这个责任由谁承担时，刚才还反对重投的议员又没了声音。也是在这场会议上，弗兰克感觉到克莱尔已不再受他控制，开始依照自己的想法做事。克莱尔提出两州重投的议案，连汉娜都看出这是弗兰克和克莱尔并不看好众议院投票。马克觉得可以此同弗兰克、克莱尔做笔交易，如果弗兰克在两州投票中败选，克莱尔也应自动辞职。本以为克莱尔不会轻易放弃到手的胜利，马克来到白宫准备进行一场艰难的拉锯战。没想到克莱尔爽快的答应，只要重投议案通过，她就辞职，等待两州的投票结果。在克莱尔看来，有布洛哈特拖威廉后腿，能增加重新投票的胜算，但弗兰克则不以为然。马克得寸进尺，还要求指定大法官人选，克莱尔也欣然同意。这场谈判弗兰克始料坐在旁边，处于旁观者的位置。当看到克莱尔与马克握手达成一致时，心里五味杂陈，他不喜欢这样的感觉。

## 第7集：失踪的卡车
弗兰克对克莱尔与马克达成的交易耿耿于怀，埋怨她不该将大法官的任命权拱手相让。克莱尔自认处理得并无瑕疵，是弗兰克小题大作。两人为此爆发争吵，都无法说服对方。这种抵触的情绪一直带到了战情室。军方汇报在大马士革发现哈里发国现领导人艾哈迈德·艾哈迈迪的踪影，其是尤瑟夫的兄弟。在处置绑架事件时，克莱尔与尤瑟夫交谈过数小时，感觉这两人之间并不相像。就在克莱尔提出自己的疑问时，一旁的弗兰克却在唱反调。在是否对其发动空袭的决定上，弗兰克也有意抢在克莱尔之前表态支持空袭，随后挑衅式的回头征询克莱尔的意见。奇怪的是，军方内部在这个问题上有分歧，情报部的凡妮莎上校支持空袭，平时对恐怖份子态度强硬的克雷格将军却一反常态的不愿出动无人机。最后克莱尔拍板，发动针对艾哈迈德的无人机打击。就在军方准备空袭的时间里，克莱尔抽空与国务卿凯茜、商务部副部长简会面。这次会面是由简提出的，克莱尔尚未明白简此来的目的，特工就冲进了办公室，请克莱尔及相关人员进入白宫地下紧急行动中心。紧急行动中心俗称地堡，只有出现可能威胁总统安全的情况才会启用。地堡内，已聚集了各重要部门首脑，弗兰克也赶来，克莱尔才定了心。根据安全顾问卡费蒂的汇报，一辆携带放射性物质的军用卡车在哥伦比亚区附近失踪。怀疑是艾哈迈德收到美军准备空袭的消息，便发动这次袭击以牵制美军，但这一情况尚未证实。在听取军方和反恐处的意见后，克莱尔作出疏散决定。她一声令下，各部门分头行动，疏散、清理、监控等工作开始着手准备。为避免恐慌，这次疏散行动并未公开，因此电视里还在播放着汤姆的采访。汤姆在电视上继续抨击国会推迟投票，他分析田纳西州的投票已无足轻重，只有俄亥俄才能决定最终的总统人选。由一个州决定总统任命，汤姆不愿意接受这样的结果，质疑白宫在黑箱操作，呼吁民众联合起来向政府索要真相。克莱尔无心跟这种人纠缠，此刻她关心的是简怎么会一同进入地堡。无意中，克莱尔听到简在向外打电话。简也没有隐瞒，她刚才联系了国际承包商，该承包商与哈里发国有生意往来。经确认，艾哈迈德确实在大马士革，包括美国在内的几方面势力都想实施抓捕。但没人能抓住艾哈迈德，因为他早准备了逃离的路径。因此此次卡车失踪与哈里发国绝无干系。简此次来白宫也就是想把艾哈迈德的情报送到克莱尔的手上，助弗兰克上位后，自己能谋得更高的职位。克莱尔听到此情况也是一惊，再稍微调查了一下，发现克雷格将军与布洛哈特是同一年晋升。她这才意识到，很可能是军方策划的一场阴谋。这时莉安发来一段音频，是布洛哈特在一次小规模演讲中的录音。录音里布洛哈特威胁动用军队抵制弗兰克在边境修墙和驻兵的行政命令。只要这段录音公开，就能动摇威廉和布洛哈特赖以支持的军事公信力。结合这两件事，弗兰克和克莱尔心中一喜，可以打一场漂亮的翻身仗。在克莱尔的批准下，弗兰克单独出了地堡。他仿佛又找回了信心，径直来到总统办公室，坐在办公桌后拿起了电话。整件事都是威廉的竞选经理马克的主意。因威廉的情绪控制障碍越来越严重，马克便改变策略，将布洛哈特放在威廉之前，以减少威廉出席各种活动的可能性。克雷格将军是布洛哈特的忠实支持者，他利用这种办法将弗兰克和克莱尔困在地堡中，布洛哈特则可趁此机会在俄亥俄造势，争取选票。从本质上来说，这是一场军事政变。弗兰克找到情报处凡妮莎，通过她解除了这次警报。地堡内的克莱尔得到弗兰克的消息后，随即宣布失踪卡车已找到，因人为失误未及时上报才导致虚惊一场。其他人都松了一口气，只有克雷格将军面沉似水，知道计划失败。为了遮掩真相，赛斯对媒体宣布，白宫只是进行了一场演习。克雷格被要求辞职，而在抓捕艾哈迈德的事情上，克莱尔认为可以依靠简。有了这次未遂政变以及布洛哈特口出狂言的录音，弗兰克和克莱尔觉得是时候与马克重新谈笔交易了。

## 第8集：中美协议
为了确保能在俄亥俄获胜，弗兰克要去辛辛那提参加电视辩论，还有多场拉票活动。但在此之前，他必须去商政大佬们聚集的圣地，只有得到那些人的支持，才能获得真正的胜利。没想到在这里除了老朋友雷蒙德·斯塔克，还遇到了布洛哈特和波利跳创始人本杰明。显然布洛哈特的军人身份很受富商们欢迎，只有弗兰克从中看出问题，威廉没有来。再看到雷蒙德对布洛哈特的态度，弗兰克明白了，威廉大势已去，布洛哈特很可能会取而代之。现在的问题是如何让雷蒙特和那些富商从支持布洛哈特，转而支持自己。弗兰克的优势在于三十多年的从政经验让他知道这些富人们想要什么，而布洛哈特死板的军人生涯可没多大帮助。留守在白宫的克莱尔正在与商务部副部长简商量一份与中国的外贸协议，只要协议生效，就能给俄亥俄带来大量工作岗位。不过克莱尔不想弗兰克独占风头，她打算自己在拉票活动上宣布这项成果。可突发事件打乱了她的计划，在深夜被叫醒的克莱尔得到消息，一艘俄罗斯考察船在南极圈内遇险，正在下沉。该船名义上是采集冰芯样本，实则是勘探石油。美国是最近的救援国，但不知是什么原因，俄罗斯不仅不接受，还拒绝承认该船的存在。凯茜的建议是派救援队，到时俄方只能接受现实。出于谨慎，克莱尔还是先与佩特罗夫通话。电话里，克莱尔提出用考察船交换艾丹。哪知佩特罗夫断然拒绝，艾丹的价值远比考察船和船员高得多。而且佩特罗夫还以艾丹掌握的机密相要挟，可见他不希望船内的货物曝光。在这件事上，简又发生了作用。在与中方商量协议时，中文代表有意无意透露俄考察船上有名美国人。克莱尔听到这话心中一懔，连忙派人收集更多资料。从中方提供的资料上看，该名美国人是退休的地球物理学家撒德·彼得森。见不是艾丹，克莱尔也不再感兴趣，决定不再干预此事。出乎意料的是，中方在得知克莱尔的决定后，便中止了协议谈判。克莱尔仔细想了一会，便知道其中的原因。该船一定是中俄合作，出事后俄方宁可让船沉没，中方却想拿回船上的重要货物，这才想借美国之手实施救援。既然如此，克莱尔做了个顺水人情，由美国派船营救，并允许中国人上船，事后所有救援视频里只有中国人，将功劳全给中国，美国只要那份协议生效。经过援救，全体俄方船员获救，唯独撒德失联，考察船也在克莱尔的授意下沉入海底。媒体上，俄总统佩特罗夫向中国政府“由衷”感谢。中国有了面子，美国拿了里子，一场双赢的交易。弗兰克返回了白宫。他此行最大的收获不仅是说服了那些富豪，还从本杰明手里拿到了一份录音。录音里，威廉表现得很狂躁，以总统候选人的身份强行要求驾驶正在飞行的专机。本杰明是威廉的朋友，波利跳也曾帮威廉在竞选早期处于优势。可以威廉现在的精神状态，本杰明也不知道，如果威廉当选，对美国而言是福是祸。拿到这份录音，弗兰克和克莱尔更有了底气。他们再次请马克来到白宫，这一次马克也彻底放弃了，只求弗兰克做得不要太过分。于是弗兰克订下计划，从质疑威廉能否胜任开始，慢慢爆料。期间如果布洛哈特出面支持威廉，则用他的录音进行反击。如此精心设计的方案，弗兰克的胜选几乎十拿九稳。

## 第9集：弗兰克就职
在成功的运作下，弗兰克顺利拿下俄亥俄州。虽然很多人无法相信威廉就这样被逆转，但摆在他们面前的现实就是弗兰克和克莱尔成为新一届正副总统。威廉百般不情愿，可还是拿起电话违心的向弗兰克表示祝贺，听到电话那头弗兰克愿提名他为交通部长，他绝不肯接受这种带有侮辱性的任命。新政府成立之际，原有内阁成员集体提交辞呈，然后原班人马入选新内阁。只是凯茜有些犹豫，她已预感到简正在慢慢取代她的作用。弗兰克也在新内阁面前承诺，力争在最初三个月内做出成绩，为自己的百日政绩添上光彩的一笔。竞选的硝烟已经散去，莉安的危机感却紧随而来。当初是她推荐了艾丹，以目前的情况，很难说弗兰克不会卸磨杀驴，秋后清账。艾丹在佩特罗夫手上，根本无法联系。于是莉安找到著名记者凯特·鲍德温，希望她能前往俄罗斯采访艾丹，顺便捎去一句话。另外托马斯也厌倦了白宫里的生活，想回到从前，继续著书立传，克莱尔同意了。莉安的担心并没有错，道格已秘密安排赛斯准备新闻稿，必要时就通知媒体莉安将休假。可道格吃惊的发现，莉安还没离开，马克居然被任命为总统特别顾问。弗兰克这是在做出一种姿态，对外表现出跨党派合作的意愿，弥补民主、共和两党之间的裂痕。但这对道格来说，可不是件好事。很快道格就感受到了来自马克的威胁。亲弗兰克的黑人党团领导人乌麦克因餐费过高，收到纪律委员会的传讯。这很明显是拉丁裔党团的罗梅洛议员在捣鬼，当乌麦克向道格求助时，道格也爱莫能助。毕竟拉丁裔今后的发展势力强劲，道格亲自前往罗梅洛办公室。罗梅洛如此做法真正的目的是要得到弗兰克的重视，希望在总统就职典礼上得到两个席位，并宣布提高医疗保险覆盖水平，让更多拉丁裔受益。道格带着罗梅洛的要求返回白宫，并在这个问题上与新任顾问马克产生分歧。让道格恼火的是，弗兰克听取了马克的意见，同意罗梅洛的要求。典礼当天，马克为了拉拢罗梅洛，特意将自己位于前排的座位换给了本被安排在走廊边的罗梅洛夫妇。但弗兰克行事往往出人意料，在就职演说上，弗兰克并没有宣布提高医疗保障面，而是执行自己当年推行的就业法，以保障就业为重。弗兰克不会轻易被人牵着鼻子走，马克的小算盘失败，而罗梅洛恼羞成怒决定号召共和党重启无疾而终的宣战委员会，继续调查弗兰克。这会，凯特已经抵达俄罗斯，忍受各种刁难才在俄联邦安全局的监视下见到了艾丹。根据莉安的要求，在采访开始前，凯特将莉安面临的处境告诉了艾丹。听到老朋友受自己牵连，艾丹以心情紧张要出去透透气为由，摆脱特工监视，偷偷打电话给莉安。打通电话艾丹才知道，莉安是在配合美国的救援行动才利用了凯特。简已经通过自己在俄罗斯的人脉安排了一条逃亡路径，艾丹根据莉安的指示顺利逃进巴黎驻约旦大使馆。其实简的意思是在国外将艾丹灭口，不论他向俄罗斯透露过什么机密，都死无对证。但弗兰克坚持让艾丹回国，接下來的问题就是如何处理莉安。次日，各大媒体报导了白宫发布的消息，莉安将辭職，重新考虑职业选择。虽然知道自己会被艾丹连累，可道格做得太绝，没有给莉安任何机会。

## 第10集：听证会风波
罗梅洛的反击终于来了。宣战委员会重启，罗梅洛作为委员之一处处针对弗兰克，他还得到爆料，知道了杰姬在立法过程中拉票换取雷米竞选资金一事。如果杰姬为免除牢狱之灾答应参加听证会，就被会罗梅洛顺藤摸瓜，查到弗兰克头上。道格能盯紧委员会里的其他民主党人，马克也会关照共和党人，只有罗梅洛是最大的麻烦。为了安抚罗梅洛，弗兰克考虑牺牲乌麦克，让罗梅洛担任众议院少数党党鞭。哪知罗梅洛软硬不吃，马克当面提出这个建议时，罗梅洛根本不予理会，一心只想让弗兰克坐牢。见罗梅洛执迷不悟，马克只能私下说出自己的想法。马克虽然是弗兰克的特别顾问，可仍满足不了他的野心。他要在弗兰克的任期内压制弗兰克，只有委员会以温水煮青蛙的方式慢慢折磨弗兰克，才能达到他的目的。如果杰姬被传唤到委员会，就会让计划破产。可惜，罗梅洛并不为之所动。马克只好先发制人，向媒体曝光了杰姬的违法行为。如此一来，杰姬无法与委员会事先达成豁免协议，只能继续保持沉默。虽然马克兵行险招，解决了杰姬可能带来的危机。但多疑的弗兰克始终觉得马克不肯对罗梅洛下狠手，其中一定有问题。道格调查下来，果然发现马克曾有意培养罗梅洛为总统候选人，看来马克是在脚踏两只船，两面讨好。此时又传来消息，前总统沃克将会出席听证会。被弗兰克发现小秘密的马克只能不再顾虑罗梅洛，在游说沃克的同时，也威胁罗梅洛。罗梅洛知道马克的人脉厉害，为了自己的前途，只好答应不再针对弗兰克。沃克会保持沉默，罗梅洛也不再折腾，弗兰克总算定心了。而克莱尔也有些事在处理。联调局在南极区域找到了撒德被冻成冰棒的尸体，因他秘密帮助俄罗斯，所以佩特罗夫才拒绝美国的救援，并在救援船抵达前杀人灭口。因此克莱尔觉得没必要把这个冷冰冰的烫手山芋运回国，在运输途中失踪是最好的解决办法。解决了撒德，还有艾丹。简总是在阻挠艾丹回国，并将寻找艾哈迈迪与艾丹泄密联系起来。克莱尔想不明白，在叙利亚打击哈里发国的俄罗斯会因为艾丹透露的什么机密转变立场，简到底在担心什么。而且简也不安生，被休假的莉安来到副总统办公室，汇报简曾向她打听艾丹的事。莉安此举是想表示忠心，能重回白宫工作。可克莱尔并未因此留下她。克莱尔找到机会警告了简一次，不希望简再有小动作。简也有所收敛，还向弗兰克汇报得到的最新消息，叙利亚霍姆斯城将会遭到毒气袭击。如果此事发生，美国为了保护石油管线必然会出动军队。简想告诉弗兰克的是，正可借此机会让宣战委员会讨论出兵一事，无暇顾及调查弗兰克。弗兰克心领神会，马上制定红线报告，命国务卿凯茜交联合国备案。但凯茜不想提交这份报告，她更希望美国能出面及时阻止毒气袭击发生。为此她请简劝说克莱尔，克莱尔没有拒绝。但克莱尔也提出条件，简必须尽快拿到艾哈迈迪的具体资料。此时莉安在地下车库意外碰到了艾丹。艾丹化名返回美国，就是为了向莉安道别，然后他将远赴海外躲藏。见到老朋友平安无事，莉安也很欣慰，还将自己防身用的小手枪交到艾丹手上以防万一。可就在当晚，莉安收到了一封电子邮件。邮件是在艾丹死亡后自动发送，除了简单的语音告别，艾丹还在邮件里留下了一个链接，里面是他从国安局窃取的所有机密。城市的另一头，简在昏暗的办公室里，将撒德和艾丹的资料塞进了碎纸机，为达目的，她可以牺牲任何人。累了一天，克莱尔疲惫的回到卧室。明天就要举行听证会，沃克和罗梅洛都已不成问题，听证会只是走个形式。听到弗兰克要在听证会前与沃克见面，克莱尔婉转的劝了他几句。克莱尔女性的第六感告诉她，弗兰克的决定会出事。不出所料，弗兰克与沃克的见面很不愉快，看到这个偷取自己总统位置的人趾高气扬的站在面前，沃克改变了主意。听证会上，沃克打断自己律师的发言，主动要求提供有关时任副总统弗兰克违法行为的证词，全场一片哗然。坐在电视前观看直播的弗兰克知道，又一场暴风雨即将来临。

## 第11集：风暴眼中的弗兰克
沃克的听证会之后，罗梅洛在马克的压力下退出了共和党，成为无党派人士。以他现在的身份没有立场问题，因此在一些老朋友的支持下从宣战委员会转到了司法委员会。而沃克在听证会上指认弗兰克使用他国资金参与竞选的证词给了汤姆很大的舞台，在电视屏幕上再次抨击弗兰克政府。白宫发言人赛斯不得不频频出面反驳，声称沃克对弗兰克心怀不满，所以其证词不足为凭。汤姆还要认清一个现实，即使弗兰克被弹劾，也是副总统克莱尔接任总统一职，这恐怕也不是汤姆想看到的。沃克的话并非无法证实，弗兰克要面对弹劾风险。就算民主党占多数席位的参议院不会通过弹劾案，但为了平息事态，马克还是建议弗兰克接受诸如党内警告之类无关痛痒的惩罚。倔强的弗兰克坚决不接受，他要让洛克名誉扫地，其证词自然就不会被采信。次日，媒体上就开始散布沃克在任期内服药的小道消息。白宫遭遇如此变故，内阁成员纷纷寻找退路，凯茜找到著名律师莫琳为自己出谋划策。处于风暴之外的简审时度势，考虑是否借机让克莱尔上台。这与马克的心思不谋而合。屋漏偏逢连夜雨。《先驱报》的汤姆收到匿名邮件，里面有块U盘，上面的资料显示穆罕默德·卡拉比一直在联调局手中。因无法证实，《先驱报》高层不同意发表该不明消息。不甘心的汤姆借小媒体之手，散布了出去。于是总统弗兰克错误抓捕访美穆斯林，在选举日影响田纳西州投票的新闻在各媒体之间传播开来。弗兰克看到媒体上的消息，马上安排反恐处格林副局长监控白宫所有工作人员，严查泄密人。这个行动具体操作人是格林和道格，直接向弗兰克汇报。说实话，弗兰克现在已经不相信任何人，包括相处多年的克莱尔。越接近总统位置的人就越可疑，克莱尔就是最可疑的人。道格在监视过程中发现了很多小秘密，比如赛斯在偷偷调查弗兰克肝移植是否存在舞弊；还有莉安似乎从艾丹处收到了些文件，但暂时没有办法打开。克莱尔在知道莉安可能有艾丹窃取的机密文件后，开始考虑让莉安重回白宫工作。道格则向弗兰克坦白了曾利用职权帮助弗兰克优先获得肝源，导致另一名病人死亡的行为。看着忠诚的道格，弗兰克也吐露出心头的不安。弗兰克在利用反恐处的设备监视克莱尔，发现她有段时间脱离了监控范围，很可能与某人私下见面。其实克莱尔见的人是简，简建议克莱尔在叙利亚霍姆斯城的问题上发表正式声明。听到克莱尔仍想让弗兰克主导此事，简劝克莱尔及时抽身，不要再趟弗兰克的混水。这番对话是在白宫的楼梯死角进行的，弗兰克自然也就看不到克莱尔。众议院议长鲍勃和党鞭乌麦克深夜赶到白宫，带来了坏消息。共和党已将弹劾案递交到众议院，两人婉转的暗示弗兰克主动辞职，避免事态发展到不可收拾的地步。弗兰克听后勃然大怒，严辞拒绝。可重磅炸弹随之而来，汤姆散布的消息虽在坊间流传却一直无法证实。次日清晨媒体发布消息，有白宫内部人士证实了此传言的真实性。弗兰克马上将凯茜叫到总统办公室，命她立刻编写书面材料，为抓捕卡拉比寻找理由，以支持选举日在田纳西州采取的行动。凯茜一听便知弗兰克是要栽赃陷害，把罪名全扣在她头上。从总统办公室出来，凯茜便打电话联系莫琳律师要求见面。果不出凯茜所料。送走凯茜后，弗兰克便拿着新旧内阁交接时凯西签下的辞呈，向马克、道格、赛斯宣布凯茜就是泄密人，并为选举日当天的事负责。即便如此，马克认为已无法阻止弹劾，就算弹劾案未获得参议院通过，弗兰克的职位也可能不保。目前只有全力保护副总统克莱尔，才能最大程度止损。当弗兰克疲倦的躺在卧室床上时，卫生间传来克莱尔的声音。克莱尔正在练习发表声明，内容是否认知晓弗兰克所做的事情。第二天的媒体头条同样劲爆，国务卿将在众议院司法委员会作证。同时《先驱报》又收到一封匿名邮件，汤姆谨慎的拆开后，里面又有一块U盘。

## 第12集：出席听证会
弗兰克连夜请凯茜入白宫，希望能劝说她改变主意。在劝说无果的情况下，索性一不做二不休，将凯茜从楼梯上推了下去。这场“意外”导致凯茜昏迷不醒，也让听证会被迫推迟。随后弗兰克借着叙利亚霍姆斯城的生化袭击大做文章，以转移舆论焦点。但凯茜苏醒过来是迟早的事，为了永远解决卡拉比的问题，道格伪造了份化验报告，证明在卡拉比的电脑键盘上找到炸药残留。拿着这份报告，被司法委员会传唤的反恐处格林副局长有些忐忑不安。在艾丹的问题上，克莱尔做主将莉安召了回来。莉安也很识相，愿意作证是艾丹擅自利用国安局网络操纵选情并窃取机密，总统弗兰克并不知情。道格知道莉安有所隐瞒，艾丹死前发给她的资料，始终未提一句。弗兰克也知道这一点，但眼前先把艾丹的麻烦应付过去，其他的以后再说。这些事刚安排好，曾经《先驱报》的小记者后被克莱尔任命为白宫副新闻官的肖恩私下向弗兰克透露了一个消息。一直在收集弗兰克罪证的汤姆从佐伊父亲手里拿到一些资料和一部手机，手机里只存了弗兰克的号码。虽然手机有所损坏，但以现在的技术手段，恢复其中的数据并非难事。现在汤姆怀疑弗兰克及道格与佐伊之死有关。其实汤姆无法恢复手机里的数据，他只是故意放风给肖恩，借肖恩之口吓唬弗兰克，期望弗兰克会乱中出错，被他抓到把柄。弗兰克听到这些话的确心里一惊，他和克莱尔商量下来，只有把罪名全推到道格身上。为此，克莱尔出面邀请道格到白宫共进晚餐。席间道格听出了弗兰克的话外音，主动提出以辞职替弗兰克挡下佐伊一事。但这并不够，弗兰克和克莱尔的意思是要他担下杀死佐伊的罪名。道格没想到自己忠心耿耿追随多年，会落得如此下场。出于对弗兰克的愚忠，他还是决定如其所愿，把罪名揽到自己身上。而麻烦事并没有结束，克莱尔收到托马斯的手稿。手稿内容是托马斯最新的一部小说作品，其中影射到他在白宫里的生活，很容易让人联想到是弗兰克夫妻二人。在马克的安排下，克莱尔在一幢寓所见到了托马斯。问明手稿只有一份后，克莱尔递上了手中的饮料。毫无戒备的托马斯喝下了含有毒液的饮料，成为克莱尔蛇蝎面容下的牺牲品。事后马克看到托马斯的尸体大吃一惊，连忙找清道夫，把屋内所有痕迹清理得干干净净。几天后的听证会上，格林副局长和莉安都做了有利于弗兰克的证词，把弗兰克从卡拉比和艾丹的泥沼中拖了出来。这让罗梅洛有些失望，只能指望着凯茜尽快恢复。弗兰克也看出这段平静只是暂时的，他决定放弃行政特权，亲自到司法委员会作证。在简和马克看来，这过于冒险。简甚至担心克莱尔会受到影响，她倒是希望弗兰克不要再挣扎，将总统位置让给克莱尔。以简的人脉关系，弗兰克在白宫外觅份美差是轻而易举的事。可弗兰克还是走上了听证席，手按圣经宣誓只讲真话。在场的所有人都没想到，弗兰克的第一句话就是认罪。随后话锋一转，指控主席台上坐着的委员都犯有和他一样的罪行，都为各自利益耍尽政治手段。首当其冲的就是罗梅洛委员，完全因个人恩怨处处针对弗兰克。一番话将美国的行政制度批驳得体无完肤。最后，弗兰克以受害者的口吻宣布，从次日晚6点起辞去总统一职，不再担任这个丑恶制度的替罪羊。

## 第13集本季终：克莱尔的时代
罗梅洛也没想到胜利会来得如此突然，但他不想因弗兰克辞职就放弃调查。弗兰克预料到了他的想法，早已从马克那里拿到了罗梅洛的把柄。为了不让自己的私情曝光，罗梅洛只能宣布解散司法委员会，终止对总统的调查工作。不过弗兰克在听证会上的做法，让克莱尔很愤怒。此前所做的努力付诸东流，为弗兰克辩护的发言也成了笑柄。晚上，弗兰克回到白宫，尽量安抚克莱尔的情绪，道出自己的真实目的。如果按原计划行事，就算成功躲过一劫，以后还会有新委员会出来进行调查，麻烦没完没了。前几日在与那些富豪聚会时，弗兰克猛然领悟到，真正的权力是权力背后的势力。谁在白宫并不重要，而是看谁能控制和影响白宫。因此弗兰克故意制造了这次混乱，计划今后他的私营部门处理白宫之外的事，克莱尔在白宫内铲除出现的障碍。里外配合，将会得到比总统职位更大的空间。至于白宫泄密人，完全不用担心。几个月来都是道格奉命慢慢向汤姆放料，都是在为弗兰克听证会上的表演做准备，为他辞职做铺垫。如今弗兰克的计划已完成大半，剩下的重要一步就是克莱尔以总统的行政特权赦免弗兰克和道格。太阳升起，美国政局重要的一天来临了。莉安与简达成了交易，莉安交出艾丹的资料，简则交还莉安的小手枪，让莉安不会牵涉到艾丹的命案之中。同时莉安会接任幕僚长之职。道格在幕僚长办公室约见了汤姆，接受采访。他会在弗兰克辞职之前，辞去幕僚长一职。在佐伊的问题上，道格拒绝回答。不过他有意无意的承认，期间弗兰克的电话和短信都由他代为接听和处理，彻底切断了弗兰克与佐伊之死的关联。赛斯也在克莱尔的要求下辞职，基本上弗兰克的原班底都被大换血。弗兰克所担心的问题是，昨晚告诉克莱尔自己的计划后，克莱尔一直没有签发特赦令。最后在下午六时，弗兰克心情忐忑的签下辞职信，希望克莱尔能在联邦检察官介入之前发布特赦。平步青云的莉安来到幕僚长办公室，看见道格仍坐在办公椅上，满脸惆怅。再过几天他就要去见联邦检察官，之后的命运尚未可知。莉安不想打扰他，但也必须提醒他，克莱尔宣誓就职之前必须离开白宫。看着白宫工作人员涌向总统办公室，道格落寞的向白宫大门走去。在白宫总统办公室里，克莱尔手按圣经宣誓就职。所有人的命运此后都在一个神秘的旋涡里，而搅动这个旋涡的正是弗兰克，没人知道他的下一步会是什么。几天后，叙利亚霍姆斯城果然发生毒气袭击。俄罗斯第一时间跳出来谴责反政府武装自导自演了这场苦肉计。简力劝克莱尔出兵保护反政府武装，克莱尔却以未抓到艾哈迈德为由，执意延后决定。新上任的克莱尔还有很多事要处理，副总统人选未定，弗兰克的特赦也还没有准备。就在克莱尔为特赦之事犹豫时，弗兰克却以半命令式的口吻让她听从简的意见，出兵叙利亚。弗兰克的理由显得光明正大，好像是为了克莱尔的政绩着想。但这样的指手画脚让克莱尔更加反感，终于提出让弗兰克搬出白宫。当然，克莱尔也不想做得太绝，将这次驱逐说成是为特赦准备，有必要表现得有所疏远。但弗兰克还是有一丝不祥的预感。简将艾丹的资料交给了克莱尔，还与弗兰克商量筹办一个基金会以减少其对克莱尔的影响。只是简表现得越热情，克莱尔就越感觉到不正常。尤其在艾哈迈德的事情上一拖再拖，克莱尔开始怀疑简的用意。也许是察觉到克莱尔的疑心，简总算弄到了艾哈迈迪的下落。在这个时候本应商量如何打击哈里发国，简却在借这个机会极力推销自己的人选进入内阁，马克也不失时机的要求调动莉安的职位，更换另一个更有资历的幕僚长协助总统处理此事。这就像是事先商量好的，没有给克莱尔喘息的机会。其实所有事都是弗兰克在幕后指挥，克莱尔不知不觉的着了道，决定出兵叙利亚。莉安被排挤出白宫后，也明白受到了欺骗。交出了手中的底牌，又失去了白宫里的职位，下面将要发生的事她都不敢想象。就在莉安开车逃离华盛顿时，在偏僻的公路上被弗兰克安排的人制造了一场车祸事故，永远闭上了嘴。马克此时图穷匕见，当面要求得到副总统职位，不容克莱尔有半分考虑时间，否则克莱尔不仅位置难保，连杀死托马斯的秘密也会曝光于天下。克莱尔没有选择，在白宫的走廊里，她向媒体宣布特种部队已击毙艾哈迈迪，并以总统行政特权宣布向哈里发国宣战。住在宾馆里的弗兰克，听到此话便知根本不会有赦免。克莱尔的讲话结束没多久，白宫外就爆发了反战示威游行。还有抗议者因翻越白宫围墙，被特勤局击毙。克莱尔站在总统办公室窗前，看着外面的汹涌波涛。桌上的手机一再亮起，屏幕上显示着弗兰克的名字。她不想接听电话，弗兰克已经是过去式，克莱尔的时代即将到来。  

## 外部連結
- 官方网站
- 《House of Cards》各集列表 来自互联网电影数据库

1. ↑  .   [2018-05-20]. （原始内容存档于2018-08-06）.